# Parque Violeta Parra
El parque Violeta Parra está ubicado en la comuna de Lo Espejo, Santiago de Chile, y posee una superficie de 2,8 hectáreas. Su acceso principal está ubicado en Presidente Adolfo López Mateos 1501.

## Historia
El parque, localizado en un terreno colindante con la población Santa Olga, fue proyectado en 1993 por un equipo de arquitectos de la Universidad Central de Chile encabezado por Carlos Martner, Pablo Vodanovic y René Martínez, siendo inaugurado en enero de 1995.
En 2021 se implementó en el parque un programa destinado al cuidado del medio ambiente, en donde se realizan talleres de reciclaje, avistamiento de aves, compostaje y lombricultura. El 16 de noviembre de 2023 el parque fue una de las detenciones del recorrido de la Antorcha Parapanamericana, símbolo con que se inauguraron los Juegos Parapanamericanos realizados en Santiago de Chile.

## Elementos característicos
Su acceso principal se denomina «Puerta de la Juventud» y en el interior del parque se encuentra una fuente de agua llamada «Fuente de la Poesía», haciendo referencia al grupo etáreo en que está enfocada dicha área verde, y al desarrollo de actividades culturales en su interior. Posee también diversos senderos, un mirador y un anfiteatro que aprovecha el espacio de una loma.
El paisajismo está compuesto por especies nativas e introducidas, como por ejemplo palmas chilenas en el acceso principal sur, y ceibos en el acceso norte que conducen al «Patio de las Rosas».